# Riol
Riol je obec ležící na pravém břehu řeky Mosely v zemském okrese Trier-Saarburg v Německé spolkové zemi Porýní-Falc.

## Historie
Obec je keltského původu, ve starověku se nazývala Rigodulum a v roce  70 n. l. se proslavila bitvou, ve které podle Tacita Římané vedení Quintem Petiliem Cerialisem porazili vojsko keltsko-germánského kmene Treverů vedeného Iuliem Valentinem. Dějištěm bitvy byly hřebeny pohoří nad Riolem, které Treverové proměnili v hradbu s příkopy a kamennými hrázemi. Strmá část pohoří jim umožnila určitý čas vzdorovat. Dlouhodobě však nedokázali odolat přesile Římanů. Rigodulum však Římané nevyplenili, ale kolonizovali.
Hrad Riolsburg byl poprvé písemně zmíněn v roce 1497 jako majetek hraběte Sebastiana von Sayn. Na počátku 17. století patřil Husmannům z Namedy, kteří se později titulovali baroni z Riolsburgu. Hrad zanikl během třicetileté války beze stop. 

## Památky

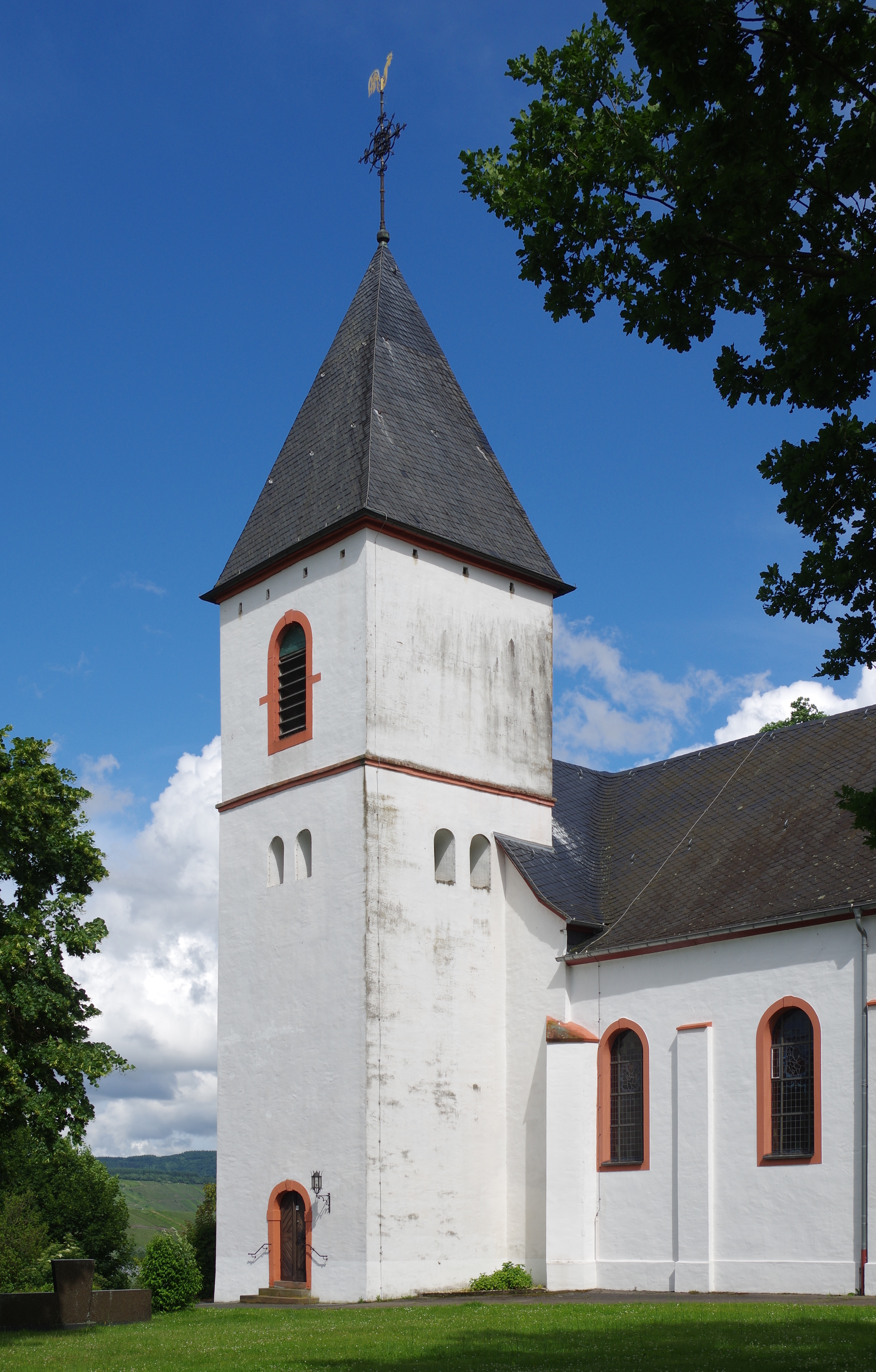
Farní kostel

- Farní kostel sv. Martina - římskokatolický, jednolodní, je románského původu, jeho věž stojí na základech antické římské vily. Na schodišti ke kostelu jsou vidět úseky zdiva římské vily.

## Vinařská slavnost
Údolí Mosely je proslulé tradicí pěstování vinné révy, vinice leží na svazích Rioler Römerberg. Každoročně třetí víkend v červnu se koná vinařská slavnost Zum Wohl Riol', na které se volí královna vína (Weinkönigin).

## Osobnosti
- Petr z Aspeltu (1245/50–1320) byl po svém vysvěcení na kněze v letech 1280–1282 farářem v Riolu a Birtlingenu.